# Даб
Даб је утицајан и интернационално значајан музички жанр. Иако се овај термин данас користи и за ремиксовање и реаранжирање углавном рок или денс снимака, даб оригинално подразумева комплектну реконструкцију, процес у коме се постојећа песма оголи до свог основног ритмичког скелета, да би се затим изнова изградила. Добра даб песма није само позната мелодија са гомилом звучних ефеката, већ дело које са пуним правом може да се назове оригиналним.
Неприкосновени краљ даба је, како му и само име каже, Кинг Таби. Више од било ког другог музичара или продуцента који је експериментисао са дабом 70-их и 80-их, Кинг Таби је довео ову музичку форму до граница њених могућности, како звучно тако и технички. Читаве генерације будућих продуцената учили су од њега занат, директно или преко његових снимака, а једнако је импресивна и листа музичара који су са њим сарађивали.
Кинг Таби је био тај који је и развио процес дабинга, радећи 1968. у студију Дјук Реида. Већ доста раније постало је нормално да Б-стране плоча садрже инструментале настале утишавањем вокала оригиналних нумера. Ово је значило уштеду јер је била потребна само једна песма да би се издала плоча. Кинг Таби је отишао далеко даље - од оригиналне песме он је остављао само ритам, скидао је вокале и замењивао их са било чим што би му пало напамет, убацујући различите звучне ефекте, све време појачавајући или утишавајући бас линију, стварајући оно што ће се касније означити као даб.
Даб је донео и употребу до тада непознатих инструмената у регеу. Аугуст Пабло је са својом мелодиком постао један од најтраженијих музичара тога времена. Али оно што чини основу даба је бас-гитара и то појачана до максимума.
Други продуценти 70-их, као што су Пабло, Ли Пери, Холнес и Кејт Хадсон само су наставили тамо где је Таби стао. Ускоро су се појавили дабови дабова и дабови дабова дабова. То је још увек било време скромне и примитивне опреме за снимање, познати перијев студио Блек Арк био је опремљен миксетом са само четири канала, али је ипак успео да произведе неке од најбољих дабова свих времена. Свој врхунац даб доживљава средином 70-их, када је сваки издати реге албум обавезно имао и своју верзију у дабу. Како је технологија постепено напредовала чини се да је квалитет даб издања опадао. Наравно, има и изузетака као што су Сајентист, Принц Џеми и Слај & Роби који су одржали даб звук током 80-их. Ејдријан Шервуд и Нил „Луди Професор“ Фрејзер увели су даб у 90-те, али данас је даб далеко превазишао своје границе, све више ступајући у фузију са другим музичким правцима.